# Phare Cristóvão Pereira
Le phare Cristóvão Pereira se situe au bord de la Lagoa dos Patos, sur le territoire de la municipalité de Mostardas, dans l'État du Rio Grande do Sul, dans le Sud du Brésil.
Ce phare est la propriété de la Marine brésilienne  et il est géré par le Centro de Sinalização Náutica e Reparos Almirante Moraes Rego (CAMR) au sein de la Direction de l'Hydrographie et de la Navigation (DHN).

## Histoire

### Antécédents
Le 26 janvier 1876, le gouvernement impérial du Brésil institue, par décret, la Répartition des phares, réunie plus tard avec la Répartition hydrographique, au Ministère de la Marine, sous la direction du baron de Tefé (pt). Jusque-là, les phares du Brésil étaient administrés par les capitaineries respectives des ports. 

### Le phare
Sa construction, débutée en 1858, fut achevée en 1886 et le phare fut mis en fonctionnement l'année suivante. Il est toujours en activité. 

## Caractéristiques
Construite en maçonnerie selon un plan carré, cette tour blanchie à la chaux s'élève à une hauteur de 30 m. Sa lampe est de couleur blanche, avec une fréquence de 10 secondes pour un plan focal de 30 m et une portée de 13 milles.

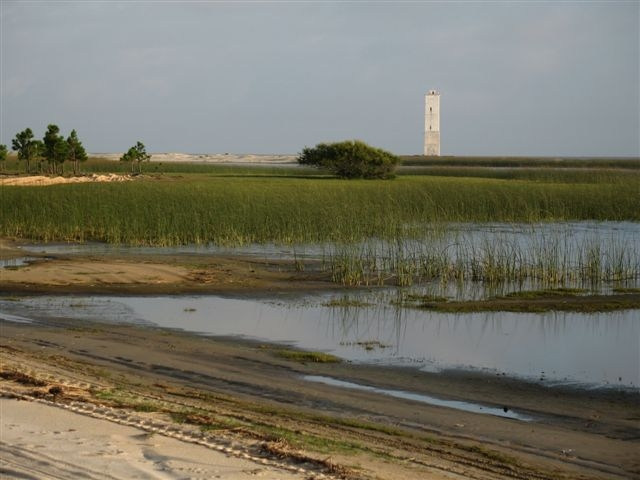
Phare Cristóvão Pereira : vue panoramique.